# Zora la vampira (film)
Zora la vampira è un film del 2000, diretto dai Manetti Bros.

## Trama
Rimasto colpito dalla visione di Carràmba! Che sorpresa, un Conte Dracula del terzo millennio decide di lasciare la Transilvania per trasferirsi nella luminosa e accogliente Italia. Approdato su un cargo di clandestini, finisce per essere trattato come un normale extracomunitario e ritrovarsi in un centro sociale di Roma.
Dotatosi con difficoltà di un tetto sotto cui stare, Dracula incontra quasi subito l'incarnazione del suo eterno amore, la writer Zora. Sfortunatamente per il principe dei vampiri, i problemi non sono pochi: sulle sue tracce ci sono il commissario Lombardi e due rapper romani, mentre il suo fedele servitore ha diversi problemi con il permesso di soggiorno e con le insistenti richieste del suo padrone, abituato a un tenore di vita molto alto.

## Produzione
Il nome della protagonista è tratto da Zora la vampira, una serie di fumetti degli anni settanta edita da Renzo Barbieri e scritta da Giuseppe Pederiali. Tuttavia la trama del film è completamente diversa dal tenore del fumetto, in origine erotico. Ispiratore di registi e sceneggiatori è stato il film Blacula di William Crain, vero e proprio film cult della blaxploitation degli anni settanta.
Il film, girato a Otranto, Roma e Napoli, tenta una riattualizzazione del personaggio di Dracula, inserendolo in una sorta di parodia, sul modello di Mel Brooks. Verdone, nella pellicola con il ruolo del Commissario Lombardi, riattualizza la maschera del coatto, con l'aggravante del suo essere uomo delle forze dell'ordine.

## Critica
Le recensioni sul film non sono state unanimi. C'è chi lo ha giudicato uno dei film più interessanti del panorama italiano di inizio 2000 per "l'ottica ironicamente deformante", e chi lo ha liquidato come "talmente brutto che ho difficoltà anche solo a farvi capire perché e in che misura".